# جنبش اصلاحی
جنبش اصلاحی (عربی: الحرکة التصحیحیة‎؛ که با عنوان‌های انقلاب اصلاحی یا کودتای ۱۹۷۰ نیز شناخته می‌شود)، کودتای نظامی بدون خونریزی به رهبری ژنرال حافظ اسد در ۱۳ نوامبر ۱۹۷۰ در سوریه بود. اسد، قول داد که «خط ملی سوسیالیستی» دولت و حزب بعث را حفظ و بهبود ببخشد. حزب بعث، با اتخاذ یک تجدیدنظر ایدئولوژیک، خود را از دکترین صدور انقلاب صلاح جدید، مبرّا دانست. دکترین صلاح جدید، بر شکست اسرائیل با توسعه ارتش سوریه و حمایت اتحاد جماهیر شوروی، تأکید داشت.
اسد، تا زمان مرگش در سال ۲۰۰۰، بر سوریه بعثی، حکومت کرد و پس از آن، پسرش، بشار اسد، جانشین او شد که او نیز تا زمان فروپاشی رژیمش در دسامبر ۲۰۲۴، حکومت می‌کرد.